# Universo Treviso Basket
L'Universo Treviso Basket, noto anche come NutriBullet Treviso Basket per motivi di sponsorizzazione è la società di pallacanestro della città di Treviso. Attualmente milita in Serie A, il primo
livello professionistico del Campionato italiano di pallacanestro.

## Storia
In seguito al ritiro della Pallacanestro Treviso dal campionato di Serie A a causa dell'abbandono da parte della famiglia Benetton, sotto l'iniziativa di Riccardo Pittis, Claudio Coldebella e altri ex-giocatori di Treviso viene costituito il Consorzio Universo Treviso, con l'intento di dare continuità ad una società storica.
Dopo alcune defezioni significative, partì l'idea di un azionariato popolare sul modello di altre società (di calcio) inglesi e spagnole. La raccolta di fondi è partita dalla base dei tifosi, tramite la pagina Facebook Treviso "Io ci sono", campagna che ha visto la realizzazione da tutto il mondo di video nei quali ex-giocatori, allenatori, dirigenti, amici e tifosi hanno manifestato la propria solidarietà al progetto.
La società nasce ufficialmente il 4 luglio 2012 con il nome di Treviso Basket 2012 srl, con l'intento di acquisire il diritto sportivo da Verde Sport (società della famiglia Benetton che si oppone però a tale passaggio di consegne). La nuova società presentò la propria composizione, con i 4 soci della compagine, Stefano Bordini, Stefano Bottari, Marco e Matteo Fabbrini e Gianantonio Tramet e il Consorzio Universo Treviso, composto da aziende di imprenditori del territorio,rappresentato dal garante Riccardo Pittis. Il Presidente del neonato sodalizio è Paolo Vazzoler. Il Consiglio Federale, sentita la relazione della Comtec e delle Leghe professionistiche riconosciute, diede comunque parere negativo per l'ammissione al campionato professionistico 2012-13 di Serie A della società Pallacanestro Treviso spa. La Treviso Basket riparte così dalla serie minori, rilevando il settore giovanile da Verde Sport, con l'Under 19 promossa a prima squadra.
Sponsorizzata dal gruppo De' Longhi, la società riparte dal campionato Promozione, proponendosi come elemento di continuità per portare avanti la tradizione della Pallacanestro Treviso.
La squadra mantiene gran parte della tifoseria precedentemente appartenente alla Benetton basket, totalizzando più volte il tutto esaurito (oltre 1000 presenze) agli impianti del "Natatorio".
L'attività di fidelizzazione di Treviso Basket si concretizza con l'impiego in gare ufficiali di alcuni giocatori del passato cestistico di Treviso (Iacopini, Minto, Pittis, Nicevic, etc.).
Nel suo primo anno dopo la rifondazione, il 30 maggio 2013 la Società conquista il campionato di Promozione, battendo nella doppia finale play-off la Polisportiva San Giorgio Quinto. A fine stagione la squadra viene iscritta come Wild Card alla Divisione Nazionale B, quarto livello del campionato italiano. La De' Longhi chiude la Regular season al 4º posto di girone, ma viene eliminata subito al primo turno per mano della APU Udine.
Il 30 giugno 2014 la Società organizza una conferenza stampa che definisce il futuro di Treviso Basket per la stagione 2014-2015: Treviso militerà in Serie A2 Silver (dopo aver acquisito il diritto sportivo dalla società B.N.B Torrevento di Corato) con il cambio di denominazione in Universo Treviso Basket.
Nella stagione 2014-15 vince il campionato di A2 silver e perde al primo turno dei play-off contro la Moncada Agrigento. Nella stagione 2015-16 vince il girone Est del campionato di Serie A2 qualificandosi ai play off dove elimina prima Casale poi Ferentino per venire eliminata in semifinale per tre a uno dalla Fortitudo Bologna. Nella stagione 2016-17 guidata da Stefano Pillastrini, la squadra si qualifica ai play off come prima del girone Est eliminando al primo turno Trapani per tre partite a zero mentre nei quarti affronta la Fortitudo Bologna venendo eliminata per tre partite a una. Nella stagione 2017-18 si classifica terza nel campionato A2 Est, qualificandosi per il quarto anno consecutivo ai play off. Elimina Lighthouse Trapani per 3-1 e Kleb Basket Ferrara per 3-0. Si ferma in semifinale venendo sconfitta per 3-0 da Alma Pallacanestro Trieste. 

### Stagione 2018/19
La stagione 2018/19 offre la possibilità, per le squadre iscritte al campionato di Serie A2, di una triplice promozione per la prima volta dopo 18 anni: due posti assegnati alle vincitrici dei due gironi, al termine della stagione regolare, e uno riservato alla squadra vincitrice dei play-off. Se quindi avesse confermato il risultato della stagione 2015/16 e 2016/17, Treviso avrebbe ottenuto la promozione diretta.
La stagione comincia con l'assenza di Giovanni Tomassini ai box per un pregresso problema al ginocchio. A dicembre riapparirà in panchina, senza mai scendere in campo, prima di un nuovo intervento che gli farà chiudere anzitempo la stagione.
I tesserati extracomunitari ad inizio stagione sono Dominez Burnett e Maalik Wayns, quest'ultimo con un passato anche in NBA e arrivato con l'aspettativa di trascinare la squadra alla promozione. Sarà proprio Wayns invece a non convincere e rescinderà il contratto dopo sole 15 partite.
Dato il positivo andamento della squadra, la dirigenza aspetta a riempire lo slot lasciato libero. 
Il 3 marzo 2019 vince la coppa Italia della Lega Nazionale Pallacanestro, battendo in finale la Fortitudo Bologna 84-75.
La regular season viene conclusa al secondo posto con un record di 24-6 a due soli punti dalla Fortitudo Bologna. Nell'altro girone invece la Virtus Roma otterrà la promozione con un record di 20-8.
All'inizio dei playoff viene ingaggiata la guardia David Logan, di esperienza pluriennale nel basket italiano dove ha oltretutto ottenuto uno scudetto da protagonista con Sassari nel 2015.
Il 17 giugno La DeLonghi Universo Treviso Basket viene promossa in Serie A al termine di una stagione regolare chiusa come seconda alle spalle della Fortitudo Bologna, e che l’ha vista protagonista assoluta dei play-off insieme all’altra finalista, l’Orlandina Basket.
Nella seconda parte di stagione i ragazzi di Max Menetti hanno la meglio, nell’ordine, su Trapani (3-2), Rieti (3-0) e Treviglio (3-1) battendo poi in finale la compagine di Capo d’Orlando con un netto 3 a 0.

### Stagione 2019/20
La prima stagione nella massima serie non è priva di difficoltà. La squadra vince solo una delle prime 4, salvo poi rifarsi con una vittoria nel primo derby con la Reyer Venezia. Fino alla dodicesima giornata si alternano vittorie e sconfitte, quando poi arriva un filotto di 6 sconfitte consecutive. Seguono due vittorie convincenti contro Pistoia e Fortitudo prima di chiudere la stagione al Taliercio nel ritorno del derby vinto di misura dai lagunari. Nella partita successiva contro Pesaro la squadra non si presenta a causa dei primi contagi da Covid-19 in Italia, salvo poi che il campionato venga prima sospeso e poi definitivamente annullato.

### Stagione 2020/21
La stagione si apre con la Supercoppa italiana che vede Treviso in girone con Trento, Trieste e Venezia. Le prime 3 partite sono tutte sconfitte, mentre le seguenti 3 vittorie, non riuscendosi comunque a classificare per la fase finale del torneo.
In campionato la squadra di Menetti si adagia sul mezzo della classifica con un record del 50% circa alternando buone prestazioni a pesanti sconfitte. La stagione svolta nella gara di ritorno contro Reggio Emilia in cui viene inanellata la prima di sei vittorie che garantiscono a Treviso la prima qualificazione ai playoff.
Ai playoff al primo turno l'accoppiamento è contro la Virtus Bologna. Il risultato della serie è un netto 3-0 a favore dei futuri campioni d'Italia. Al termine del torneo Treviso sarà l'unica squadra ad aver portato almeno all'overtime la Virtus.

### Stagione 2021/22
La stagione 2021/2022 è quella del ritorno in Europa, partecipando alla FIBA Basketball Champions League, arrivando alle Top16. I risultati nella prima parte di stagione sono al di sopra di ogni aspettativa, Treviso vince le prime 4 partite di Supercoppa, le 3 partite di qualificazione al Q-Round di Champions League, la prima di campionato contro la neo-promossa Tortona, e il derby casalingo contro la Reyer Venezia prima di cadere in casa di Napoli. Per i mesi di Novembre e Dicembre la squadra continua a dare ottimi risultati, arrivando seconda nel girone D di Champions League nonostante avesse perso solo due partite (di uno contro Falco Szombathely e di tre con un tiro sulla sirena contro VEF Rīga). Il tracollo verticale della squadra arriva tra gennaio e febbraio quando, anche a seguito di un focolaio Covid che ha messo fuori gioco diversi giocatori che poi hanno faticato a ritrovare la forma. Nonostante anche le tre settimane di sosta nazionali a febbraio, Treviso non riesce più a ritrovare la forma e dopo la miracolosa vittoria a Pesaro con 6 soli effettivi, infila 11 sconfitte su 13 partite, di cui tutte quelle del girone delle Top 16 in Champions League che costano la panchina di Menetti dopo 4 stagioni. Al momento in campionato la squadra era ad una sola vittoria di distanza dalla penultima piazza che vale la retrocessione. Per rimpiazzarlo vengono fatti i nomi di Cesare Pancotto, Francesco Tabellini (da molti anni vice allenatore e plurivincente con le giovanili a Treviso) e Marcelo Nicola. Proprio a quest'ultimo verrà affidata la gestione tecnica della squadra. All'esordio come allenatore in Serie A contro Varese, Nicola vince 80-89.
Nelle ultime partite anche con la vittoria in casa contro l'Olimpia Milano, la squadra si salva chiudendo il campionato al 10º posto.

### Stagione 2022/23
La stagione 2022-2023 della NutriBullet Treviso Basket ha segnato la quarta partecipazione consecutiva del club al massimo campionato italiano di pallacanestro, la Serie A. Sotto la guida dell'allenatore Marcelo Nicola, la squadra ha chiuso la stagione regolare all'11º posto con un bilancio di 12 vittorie e 18 sconfitte, non riuscendo a qualificarsi per i play-off.
La salvezza viene conquistata alla penultima giornata in una rocambolesca vittoria all'ultimo secondo contro la Virtus Bologna per 89-88. Quella sconfitta costerà poi il primo posto e il conseguente fattore casa nella serie finale dei playoff, poi persa a gara 7, contro Milano.
Nonostante l'obiettivo raggiunto, Marcelo Nicola non verrà confermato in panchina nella stagione seguente.
Il roster di Treviso comprendeva giocatori di rilievo come Adrian Banks, che è stato il miglior marcatore della squadra con 504 punti totali, una media di 16,8 punti per partita. Altri contributi importanti sono arrivati da Ike Iroegbu, con 458 punti (16,4 di media), e Paulius Sorokas, con 354 punti.
La squadra ha avuto un inizio di stagione difficile, con una serie di sconfitte che hanno complicato il percorso verso una posizione in classifica più sicura. Tuttavia dopo essersi trovata nei bassifondi della classifica con un record di 2-9, la squadra si riscatta con tre vittore consecutive contro Brindisi, Tortona e Venezia. La permanenza nella massima serie sembrava messa a serio rischio quando a cavallo tra marzo e aprile Treviso perde 4 partite di fila, salvo poi battere Pesaro e la Virtus Bologna alla penultima giornata. 
Treviso non ha partecipato alle competizioni europee nella stagione 2022-2023 e non è riuscita a qualificarsi per le fasi avanzate della Coppa Italia. 
Un momento significativo della stagione è stata la celebrazione dei dieci anni del Consorzio Universo Treviso Basket, sottolineando l'importanza del supporto della comunità e dei partner per la crescita del club.

### Stagione 2023/24
La stagione comincia con l'arrivo del nuovo allenatore, Francesco Vitucci, e del nuovo direttore sportivo, Simone Giofrè. Entrambi nelle stagioni precedenti erano a Brindisi. Sempre da Brindisi arrivano anche le guardie Ky Bowman e D'Angelo Harrison.
La squadra comincia con un record di 0-9, riuscendosi poi a salvare all'ultima giornata grazie alla vittoria casalinga contro Tortona. Nessuna squadra nella storia del torneo era mai riuscita a salvarsi dopo un inizio con 9 sconfitte. L'anno successivo la squadra Napoli Basket si salverà dopo aver cominciato il campionato con 11 sconfitte.
La svolta per la salvezza arriva con due cambi fondamentali a roster: Osvaldas Olisevicius subentra a James Young e Justin Robinson subentra a Deishuan Booker.
La salvezza matematica arriverà solo all'ultima giornata dopo la vittoria con Tortona in casa, salvezza che sarebbe comunque arrivata anche in caso di sconfitta sia all'ultima di campionato, che alla penultima in casa di Varese. 
Stagione 2024/25
La stagione inizia con l'arrivo di Bruno Mascolo, Valerio Mazzola, Justin Alston e Jp Macura e la riconferama di tanti giocatori della stagione passata. La Nutribullet Treviso inizia la propria stagione nel campo della Reyer Venezia nel derby veneto che se lo aggiudica Treviso che riesce a vincere il primo derby in esterna. Dopo questa partita la squadra affronta un momento di difficoltà in cui nelle successive cinque partite non otterrà alcun successo però dopo queste partite Treviso riuscirà a vincere le successive cinque. Nel mentre Francesco Pellegrino si unisce alla squadra trevigiana. Successivamente nelle quindici partite che seguono la squadra riuscirà ad imporsi soltanto tre volte la più importante contro Brescia che in questa stagione è arrivata in finale play-off per lo scudetto. A campionato in corso viene preso un altro rinforzo ovvero Jordan Caroline e facendo uscire Justin Alston. Nelle ultime quattro partite il Treviso riesce a gestire il considerevole vantaggio per la salvezza ma sarà certo di giocare in serie A anche la seguente stagione a tre giornate dal termine con la vittoria sul campo di Scafati che quest anno ha salutato la massima serie. A salvezza ottenuta Treviso riesce ad imporsi anche nel derby di ritorno al Palaverde contro la Reyer Venezia. La stagione termina della squadra termina sul campo della Germani Brescia con una sconfitta.

## Allenatori e presidenti
- 2012- marzo 2014:  Goran Bjedov (49-11)
- 6 marzo 2014 - giugno 2014:  Gennaro Di Carlo (5-4)
- 2014-2018:  Stefano Pillastrini (105-57)
- 2018-4 aprile 2022:  Massimiliano Menetti (86-67)
- 5 aprile 2022- 30 giugno 2023 : Marcelo Nicola (15-21)
- 1 luglio 2023- 30 giugno 2025 : Francesco Vitucci (24-36)
- 1 luglio 2023-  : Alessandro Rossi

- 2012-27 febbraio 2024:  Paolo Vazzoler
- 27 febbraio 2024-"in carica": Matteo Contento

## Partecipazione ai campionati
| Livello | Categoria             | Partecipazioni | Debutto   | Ultima stagione | Totale |
| ------- | --------------------- | -------------- | --------- | --------------- | ------ |
| 1°      | Serie A               | 7              | 2019-2020 | 2025-2026       | 7      |
| 2°      | Serie A2              | 5              | 2014-2015 | 2018-2019       | 5      |
| 4°      | Divisione Nazionale B | 1              | 2013-2014 | 2013-2014       | 1      |
| 6°      | Promozione            | 1              | 2012-2013 | 2012-2013       | 1      |

## Partecipazione alle competizioni internazionali
| Livello | Categoria        | Partecipazioni | Debutto   | Ultima stagione | Totale |
| ------- | ---------------- | -------------- | --------- | --------------- | ------ |
| 3°      | Champions League | 1              | 2021-2022 | 2021-2022       | 1      |

## Sponsor
- 2012-2021: De'Longhi
- 2021-attuale: Nutribullet

## Capitani
- 2012-2013:  Edoardo Rossetto
- 2013-2014:  Ivan Gatto
- 2014-2016:  Agustín Fabi
- 2016-2018:  Matteo Fantinelli
- 2018-2019:  Michele Antonutti
- 2019-2022:  Matteo Imbrò
- 2022-2024:  Alessandro Zanelli
- 2024-2025:  Bruno Mascolo
- 2025- :

## Cestisti
- Italia: 94 (Akele Nicola, Alviti Davide, Ancellotti Andrea, Antonutti Michele, Barbante Simone, Bartoli Vittorio, Battistel Andrea, Bortolani Giordano, Bruttini Davide, Busetto Paolo, Buzzavo Alessandro, Cadorin Luca, Casarin Davide, Cazzolato Nicolò, Cecchinato Edoardo, Cefarelli Dario, Cervellin Francesco, Chillo Matteo, Coldebella Claudio, Cortesi Simone, Croce Davide, Cuzzit Gianluca, De Marchi Giovanni, De Zardo Lorenzo, Domenis Gianluca, Epifani Andrea, Faggian Leonardo, Faloppa Carlo, Fantinelli Matteo, Fornasier Marco, Franzin Patrick, Gatto Ivan, Gatto Tommaso, Guida Filippo, Iacopini Massimo, Imbrò Matteo, La Torre Andrea, Leardini Giacomo, Lenti Ceo Luca, Lombardi Eric, Luis Michael, Maestrello Matteo, Marconato Denis, Marini Leonardo, Mascolo Bruno, Masocco Daniele, Mazzola Valerio, Mezzanotte Andrea, Mian Marco, Milella Federico, Minto Massimo, Moretti Davide, Moro Marco, Morrone Fabio, Negri Matteo, Palo Giovanni, Parente Daniele, Pellegrino Francesco, Pellizzari Alberto, Piccin Lorenzo, Piccoli Davide, Pinton Mauro, Pittis Riccardo, Poser Davide, Poser Federico, Prandin Roberto, Raminelli Matteo, Rappo Giacomo, Renosto Claudio, Rinaldi Tommaso, Ronca Edoardo, Rossetto Edoardo, Rota Eugenio, Sabatini Gherardo, Saccaggi Andrea, Saladini Manuel, Sales Filippo, Sarto Alvise, Savio Giovanni, Scandiuzzi Francesco, Severini Luca, Simioni Alessandro, Spessotto Filippo Maria, Tadiotto Enrico, Tasca Simone, Tessitori Amedeo, Tonolo Lorenzo, Torresani David, Uglietti Lorenzo, Vanin Enrico, Vedovato Jacopo, Vettori Enrico, Vildera Giovanni, Zanelli Alessandro)
- Stati Uniti: 32 (Abbott Ty, Allen Terry, Alston Justin, Banks Adrian, Booker Deishuan, Bowman Ky, Brown John, Burnett Dominez, Carroll Jeffrey, Cheese Tyler, Cooke Derek, Cooke Iii Charles, Corbett Lamarshall, Decosey Quenton, Ellis Octavius, Green Erick, Harrison D'Angelo, Jones Aaron, Lockett Trent, Logan David, Macura JP, Parks Jordan, Paulicap Pauly, Perry Jesse, Powell Marshawn, Robinson Justin, Russell Dewayne, Sims Henry, Swann Isaiah, Wayns Maalik, Williams Coron, Young James)
- Lituania: 3 (Dimša Tomas, Sorokas Paulius, Osvaldas Olisevičius)
- Argentina: 3 (Musso Bernardo, Svoboda Ariel, Fabi Agustín)
- Serbia: 2 (Malbasa Đorđe, Nikolić Aleksa)
- Nigeria: 2 (Iroegbu Ike, Mekowulu Christian)
- Polonia: 1 (Sokołowski Michał)
- Estonia: 1 (Jurkatamm Mikk)
- Ungheria: 1 (Perl Zoltán)
- Slovenia: 1 (Nikolič Aleksej)
- Nuova Zelanda: 1 (Fotu Isaac)
- Capo Verde: 1 (Almeida Ivan)
- Croazia: 1 (Ničević Sandro)
- Finlandia: 1 (Jantunen Mikael)
- Francia: 1 (Invernizzi Hugo)
- Senegal: 1 (Camara Gora)

## Palmarès
- Coppa Italia LNP: 1

2019

## Statistiche
Aggiornato all'8 maggio 2022.
| Classifica | Giocatore         | Partite | Stagioni  |
| ---------- | ----------------- | ------- | --------- |
| 1          | Matteo Imbrò      | 176     | 2017-2022 |
| 2          | Matteo Chillo     | 154     | 2018-2022 |
| 3          | Matteo Negri      | 140     | 2014-2018 |
| 4          | Matteo Fantinelli | 135     | 2014-2018 |
| 5          | Dorde Malbasa     | 129     | 2013-2017 |
| 6          | Tommaso Rinaldi   | 118     | 2014-2017 |
| 7          | DeWayne Russell   | 86      | 2020-2022 |
| 7          | Andrea Ancellotti | 86      | 2015-2017 |

| Classifica | Giocatore         | Punti | Stagioni  |
| ---------- | ----------------- | ----- | --------- |
| 1          | Matteo Imbrò      | 1568  | 2017-2022 |
| 2          | Matteo Fantinelli | 1251  | 2014-2018 |
| 3          | David Logan       | 1207  | 2019-2021 |
| 4          | Marshawn Powell   | 1184  | 2014-2016 |
| 5          | Matteo Negri      | 1010  | 2014-2018 |
| 6          | DeWayne Russell   | 987   | 2020-2022 |
| 7          | Tommaso Rinaldi   | 941   | 2014-2017 |
| 8          | Matteo Chillo     | 893   | 2018-2022 |

| Classifica | Giocatore           | Punti | Avversario          | Data       |
| ---------- | ------------------- | ----- | ------------------- | ---------- |
| 1          | David Logan         | 36    | Orlandina           | 11/06/2019 |
| 2          | David Logan         | 34    | Fortitudo Bologna   | 7/11/2020  |
| 3          | Marshawn Powell     | 32    | Fortitudo Bologna   | 31/05/2015 |
| 4          | David Logan         | 32    | Imola Basket        | 17/03/2019 |
| 5          | Adrian Banks        | 32    | Reyer Venezia       | 02/01/2023 |
| 6          | John Brown          | 31    | Termoforgia Jesi    | 15/10/2017 |
| 7          | Henry Sims          | 31    | AEK Atene           | 19/10/2021 |
| 8          | Adrian Banks        | 31    | Openjobmetis Varese | 02/04/2023 |
| 9          | Ky Bowman           | 31    | Tortona             | 19/04/2025 |
| 10         | David Logan         | 30    | Germani Brescia     | 31/01/2021 |
| 11         | Lamarschall Corbett | 30    | Bawer Matera        | 18/10/2015 |
| 12         | Matteo Imbrò        | 29    | Germani Brescia     | 31/01/2021 |

## Tifoseria

### Storia
Il tifo organizzato a supporto dell'Universo Treviso Basket è rappresentato da "I Fioi dea Sud", gruppo ultras ereditato dalla storica Benetton Pallacanestro Treviso in seguito alla sparizione di essa dai campionati professionistici.
Il gruppo nasce nel 2011 a seguito dello scioglimento dei Rebels Treviso 1998.
La tifoseria Trevigiana, oltre ad essere una delle più calorose della lega è anche una delle più presenti, nella stagione 2015/2016 di Serie A2 chiude al 1º posto percentuale di biglietti venduti del girone Est e 2° per somma totale. Nella stagione successiva, è seconda solo alla Fortitudo Bologna che riempie il PalaDozza ad una media del 97% mentre Treviso arriva al 94%.
Il tifo organizzato trevigiano si è, inoltre, sempre distinto per innumerevoli iniziative a scopo benefico; durante la grave alluvione che colpì la città di Venezia nel novembre 2019, “I Fioi dea Sud” hanno organizzato una raccolta fondi per aiutare le famiglie coinvolte e per aiutare il comune della città rivale. Nell'aprile 2025 invece hanno raccolto 1.000€ con il progetto "Allyhoop per Matambo" per la realizzazione di un campo da basket a Matambo in Monzambico.
Il tifo organizzato si è reso più volte partecipe di scioperi dal tifo e proteste nei confronti della società come nella primavera 2025 quando hanno ripetutamente protestato contro la dirigenza di Treviso Basket a causa dell'andamento sportivo.

### Gemellaggi e rivalità
Rapporti di tensione li hanno soprattutto con i tifosi della Reyer Venezia (grazie alla vicinanza delle due città che si sfidano nel massimo campionato italiano nel Derby Veneto), Fortitudo Bologna e Pallacanestro Trieste. C’è un gemellaggio con la tifoseria della Pallacanestro Udine e con la tifoseria della Pallacanestro Biella. 
In varie occasioni il gruppo "I Fioi dea Sud" è al centro di fatti di cronaca per scontri contro le tifoserie avversarie. Nell'ottobre 2024 dopo aver esposto uno striscione razzista in occasione della partita contro Trieste, 4 membri hanno ricevuto un daspo di un anno.
Tifoserie amiche
- Pall. Biella
- Pall. Reggiana
- Brescia
- Associazione Pallacanestro Udinese

Tifoserie rivali
- Reyer Venezia
- Fortitudo Bologna
- Pall. Trieste
- Virtus Bologna
- Fulgor L. Forlì
- Pall. Roseto
- Juvecaserta
- Pall. Cantù
- Pall. Varese
- Viola R. Calabria
- Mens Sana Siena

## Roster 2024-2025
Aggiornato al 26 agosto 2023.
| NutriBullet Treviso 2023-24 | NutriBullet Treviso 2023-24 |
| Giocatori                   | Staff tecnico               |
| --------------------------- | --------------------------- |

| N. | Naz.                   | Ruolo | Nome                 | Anno | Alt.   | Peso   |  |
| -- | ---------------------- | ----- | -------------------- | ---- | ------ | ------ |  |
| 0  | Stati Uniti (bandiera) | P     | Ky Bowman            | 1997 | 185 cm | 85 kg  |  |
| 6  | Italia (bandiera)      | P     | Pietro Iacopini      | 2005 | 185 cm | 73 kg  |  |
| 7  | Stati Uniti (bandiera) | G     | D'Angelo Harrison    | 1993 | 193 cm | 92 kg  |  |
| 8  | Italia (bandiera)      | C     | Isak Muaremi         | 2005 | 190 cm | 80 kg  |  |
| 9  | Italia (bandiera)      | P     | David Torresani      | 2005 | 188 cm | 73 kg  |  |
| 13 | Italia (bandiera)      | A     | Giovanni De Marchi   | 2005 | 200 cm | 91 kg  |  |
| 14 | Italia (bandiera)      | P     | Bruno Mascolo (C)    | 1996 | 191 cm | 92 kg  |  |
| 15 | Italia (bandiera)      | C     | Francesco Martin     | 2005 | 205 cm | 98 kg  |  |
| 24 | Italia (bandiera)      | AG    | Andrea Mezzanotte    | 1998 | 207 cm | 98 kg  |  |
| 25 | Stati Uniti (bandiera) | AG    | Jordan Caroline      | 1996 | 201 cm | 107 kg |  |
| 29 | Italia (bandiera)      | C     | Francesco Pellegrino | 1991 | 213 cm | 119 kg |  |
| 31 | Lituania (bandiera)    | A     | Osvaldas Olisevičius | 1993 | 200 cm | 92 kg  |  |
| 33 | Stati Uniti (bandiera) | C     | Pauly Paulicap       | 1997 | 203 cm | 94 kg  |  |
| 44 | Italia (bandiera)      | G     | Tommaso Spinazzè     | 2006 |        | 85 kg  |  |
| 55 | Stati Uniti (bandiera) | G     | JP Macura            | 1995 | 196 cm | 93 kg  |  |

| Allenatore                                                                                   |
| - Francesco Vitucci                                                                          |
| Assistente/i                                                                                 |
| - Mattia Consoli - Alberto Morea Legenda - (C) Capitano - (IN) Inattivo - Infortunato Roster |

### Staff tecnico
- Allenatore:  Francesco Vitucci
- Vice Allenatore:  Alberto Morea
- Assistente Allenatore:  Mattia Consoli